# Cephalodasys swedmarki
Cephalodasys swedmarki is een buikharige uit de familie Cephalodasyidae. Het dier komt uit het geslacht Cephalodasys. Cephalodasys swedmarki werd in 2008 voor het eerst wetenschappelijk beschreven door Hummon. 